# Satélite regular
En astronomía, una luna regular o satélite regular es un satélite natural que sigue una órbita relativamente cercana y progresiva con poca inclinación orbital o excentricidad. Se cree que se formaron en órbita alrededor de sus primarias, a diferencia de las lunas irregulares, que fueron capturadas.
Hay al menos 57 satélites regulares de los ocho planetas: uno en la Tierra, ocho en Júpiter, 23 lunas regulares nombradas en Saturno (sin contar cientos o miles de lunas menores ), 18 conocidas en Urano y 7 lunas regulares pequeñas en Neptuno (Neptuno la luna más grande Tritón parece haber sido capturada). Se piensa que las cinco lunas de Plutón y las dos de Haumea se formaron en órbita sobre esos planetas enanos a partir de escombros creados en colisiones gigantes.